# Cycloctenus westlandicus
Espèce
Cycloctenus westlandicus est une espèce d'araignées aranéomorphes de la famille des Cycloctenidae.

## Distribution
Cette espèce est endémique du district de Westland sur l'île du Sud en Nouvelle-Zélande. Elle se rencontre aux environs du glacier Fox dans le parc national de Westland Tai Poutini.

## Description
Le mâle holotype mesure 5,83 mm et la femelle paratype 6,64 mm.

## Étymologie
Son nom d'espèce lui a été donné en référence au lieu de sa découverte, le district de Westland.

## Publication originale
- Forster, 1964 : The spider family Toxopidae (Araneae). Annals of the Natal Museum, vol. 16, no , p. 113-151 (texte intégral).